# Universal Pictures
Universal Pictures (hợp pháp là Universal City Studios LLC, còn được gọi là Universal Studios, hoặc đơn giản là Universal; từ thường gọi: Uni, và trước đây có tên là Universal Film Manufacturing Company và Universal-International Pictures Inc.) là một công ty sản xuất và phân phối phim của Mỹ thuộc sở hữu của Comcast thông qua bộ phận NBCUniversal Phim và Giải trí của NBCUniversal.
Được thành lập vào năm 1912 bởi Carl Laemmle, Mark Dintenfass, Charles O. Baumann, Adam Kessel, Pat Powers, William Swanson, David Horsley, Robert H. Cochrane, và Jules Brulatour, Universal là xưởng phim tồn tại lâu đời nhất ở Hoa Kỳ ; lâu đời thứ năm trên thế giới sau Gaumont, Pathé, Titanus và Nordisk Film; và là thành viên lâu đời nhất của hãng phim "Big Five" của Hollywood xét về thị trường điện ảnh nói chung. Các studio của nó nằm ở Universal City, California, và các văn phòng công ty của nó được đặt tại Thành phố New York. Năm 1962, hãng phim được mua lại bởi MCA, được thành lập lại với tên NBCUniversal vào năm 2004.
Universal Pictures là thành viên của Hiệp hội Điện ảnh (MPA), và từng là một trong những công ty chuyên về "Little Three" trong thời kỳ hoàng kim của Hollywood.

## Lịch sử

### Những năm đầu
Universal được thành lập bởi Carl Laemmle, một người Đức gốc Do Thái, chuyển đến từ Laupheim và định cư tại Oshkosh, Wisconsin. 
Ban đầu ông định mở cửa hàng quần áo, nhưng trong chuyến đi tới Chicago năm 1905, ông đã bị ấn tượng bởi sự phổ biến của các rạp chiếu phim. Ông đã từ bỏ cửa hàng bán quần áo để mua vài rạp chiếu phim.
Tháng 6, 1911, Laemmle, cùng với Abe và Julius Stern, thành lập công ty điện ảnh Yankee. Công ty này nhanh chóng phát triển và trở thành Công ty Điện ảnh Độc lập (Independent Moving Pictures Company). Để nhanh chóng đưa hình ảnh của xưởng phim đến công chúng, Laemmle đã thu hút nhiều diễn viên hàng đầu thời đó đến với mình, chẳng hạn như nữ diễn viên Florence Lawrence và nam diễn viên King Baggot. Đây được coi là xưởng phim đầu tiên sử dụng các ngôi sao để tiến hành tiếp thị.
Ngày 8 tháng 6 năm 1912, Laemmle sáp nhập Công ty Điện ảnh Độc lập cùng với 8 công ty nhỏ để thành lập Công ty Sản xuất Phim Universal (Universal Film Manufacturing Company) –đánh dấu mốc lần đầu tiên từ Universal xuất hiện trong tên của một tổ chức. Sau này công ty tiệp tục được sáp nhập và trở thành Công ty Điện ảnh Universal (Universal Pictures Company, Inc.) vào năm 1925.
Cuối năm 1912, công ty dành phần lớn nỗ lực làm phim của mình tại Hollywood. Năm 1915, Laemmle khai trương nhà máy sản xuất phim lớn nhất thế giới, Xưởng Universal City, với diện tích 0,9 km vuông. Universal nhanh chóng trở thành xưởng phim lớn nhất Hollywood, và giữ vững vị trí đó trong 10 năm. Tuy vậy, khán giả của Universal chủ yếu đến từ những thị trấn nhỏ, mặt khác những sản phẩm của họ phần lớn lại đắt tiền.
Năm 1926, Universal mở xưởng sản xuất tại Đức, với Joe Pasternak làm giám đốc.

## Danh sách phim
Ngoài thư viện riêng của mình, Universal còn phát hành danh mục EMKA, Ltd. về 1929–1949 Paramount Pictures, thuộc sở hữu của công ty chị em Universal Television.

### Các loạt phim
| Title                            | Release date              | No. Films | Notes |
| -------------------------------- | ------------------------- | --------- | --- |
| Universal Monsters/Dark Universe | 1925–56                   | 49        | |
| The Mummy                        | 1932–2017; TBA            | 11        | co-production with Relativity Media, Sommers Company, Alphaville, K/O Paper Products, and Perfect World Pictures |
| Sherlock Holmes                  | 1936–47                   |           | |
| Abbott and Costello              | 1940–55                   | 3         | |
| Woody Woodpecker                 | 1941–present              | 3         | co-production with Walter Lantz Studios and Universal Animation Studios |
| Ma and Pa Kettle                 | 1947–57                   | 10        | |
| Francis the Talking Mule         | 1950–56                   | 7         | |
| The Birds                        | 1963–94                   | 2         | |
| McHale's Navy                    | 1964–97                   | 3         | |
| Airport                          | 1970–79                   | 4         | |
| The Jackal                       | 1973–97                   | 2         | co-production Warwick Films, Alphaville and Mutual Film Company |
| Jaws                             | 1975–87                   | 4         | |
| The Blues Brothers               | 1980–98                   | 2         | co-production with SNL Studios |
| Halloween                        | 1981–82, 2018–present     | 5         | co-production with Compass International, De Laurentiis Entertainment Group, The Weinstein Company, Metro-Goldwyn-Mayer, and Blumhouse Productions |
| Conan the Barbarian              | 1982–84; TBA              | 2         | |
| The Thing                        | 1982–2011; TBA            | 2         | co-production with Morgan Creek Productions and Strike Entertainment |
| Psycho                           | 1983–98                   | 5         | |
| Firestarter                      | 1984–2022                 | 2         | |
| Back to the Future               | 1985–90                   | 3         | co-production with Amblin Entertainment |
| An American Tail                 | 1986–99                   | 4         | co-production with Amblin Entertainment, Amblimation and Sullivan Bluth Studios |
| The Land Before Time             | 1988–2016                 | 14        | co-production with Amblin Entertainment, Lucasfilm and Sullivan Bluth Studios |
| Tremors                          | 1990–present              | 7         | |
| Problem Child                    | 1990–95                   | 3         | |
| Darkman                          | 1990–96                   | 3         | co-production with Renaissance Pictures |
| Child's Play / Chucky            | 1990–98; 2013–present     | 5         | |
| Kindergarten Cop                 | 1990–2016                 | 2         | co-production with Imagine Entertainment |
| The Little Engine That Could     | 1991–2011                 | 2         | |
| Backdraft                        | 1991–2019                 | 2         | co-production with Imagine Entertainment and Trilogy Entertainment Group |
| Beethoven                        | 1992–2014                 | 8         | |
| Jurassic Park                    | 1993–2001; 2015–2022; TBA | 6         | co-production with Amblin Entertainment, Legendary Entertainment, and The Kennedy/Marshall Company |
| Carlito's Way                    | 1993–2005                 | 2         | |
| Hard Target                      | 1993–2016                 | 2         | |
| The Flintstones                  | 1994–2000                 | 2         | co-production with Hanna-Barbera and Amblin Entertainment |
| Timecop                          | 1994–2003                 | 2         | co-production with Renaissance Pictures |
| Babe                             | 1995–98                   | 2         | |
| Casper                           | 1995–2000; 2016–present   | 2         | co-production with Amblin Entertainment, Harvey Films, and Saban Ltd. |
| Balto                            | 1995–2005                 | 3         | co-production with Amblin Entertainment and Amblimation |
| Apollo films                     | 1995–2019                 | 3         | co-production with Imagine Entertainment, Statement Pictures, CNN Films and Neon |
| Sudden Death                     | 1995–2020                 | 2         | |
| Dragonheart                      | 1996–present              | 5         | |
| Twister                          | 1996–present              | 1         | co-production with Amblin Entertainment and Warner Bros. (both 1996) |
| Mr. Bean                         | 1997–2007                 | 2         | co-production with PolyGram Films, Gramercy Pictures, Working Title Films, StudioCanal, and Tiger Aspect Productions |
| Alvin and the Chipmunks          | 1999–2000                 | 2         | |
| American Pie                     | 1999–2012                 | 4         | |
| The Best Man                     | 1999–2013                 | 2         | |
| Meet the Parents                 | 2000–10                   | 2         | co-production with DreamWorks Pictures, Paramount Pictures and TriBeCa Productions |
| The Chronicles of Riddick        | 2000–13                   | 3         | co-production with Gramercy Pictures, USA Films, Original Film, and Relativity Media |
| Dr. Seuss films                  | 2000–18                   | 4         | co-production with Imagine Entertainment, DreamWorks Pictures, and Illumination |
| Bring It On                      | 2000–22                   | 6         | co-production with Strike Entertainment |
| Hannibal Lecter                  | 2001–02                   | 2         | co-production with The Weinstein Company, and De Laurentiis Entertainment Group |
| Fast & Furious                   | 2001–present              | 10        | co-production with Original Film, Relativity Media, and One Race Films |
| Bourne                           | 2002–present              | 5         | co-production with The Kennedy/Marshall Company and Relativity Media. |
| The Scorpion King                | 2002–18                   | 5         | co-production with Alphaville and WWE Studios |
| Almighty                         | 2003–07                   | 2         | co-production with Spyglass Entertainment, Shady Acres Entertainment, and Original Film |
| Hulk                             | 2003–08; TBA              | 2         | including MCU's The Incredible Hulk (distribution only), right of first refusal holders (distribution only) of any future MCU solo Hulk films; co-production with Marvel Studios |
| Johnny English                   | 2003–18                   | 3         | co-production with StudioCanal and Working Title Films |
| ...of the Dead                   | 2004–05                   | 2         | co-production with Atmosphere Entertainment, Romero/Grunwald Films, Cruel and Unusual Films and Strike Entertainment |
| Three Flavours Cornetto trilogy  | 2004–13                   | 3         | co-production with Rogue Pictures, Relativity Media, Focus Features, Working Title Films and StudioCanal |
| White Noise                      | 2005–07                   | 2         | co-production with Gold Circle Films |
| Doom                             | 2005–present              | 2         | co-production with Di Bonaventura Pictures, Bethesda Softworks, and id Software |
| Nanny McPhee                     | 2005–10                   | 2         | co-production with Working Title Films |
| Curious George                   | 2006–present              | 6         | co-production with Imagine Entertainment |
| Smokin' Aces                     | 2006–10                   | 2         | co-production with Relativity Media |
| Mamma Mia!                       | 2008–18                   | 2         | co-production with Relativity Media, Playtone, LittleStar, Legendary Entertainment and Perfect World Pictures |
| Death Race                       | 2008–18                   | 5         | co-production with New Horizons, Cruise/Wagner Productions and Relativity Media |
| The Strangers                    | 2008–18                   | 2         | co-production with Intrepid Pictures, Relativity Media, Rogue Pictures and Aviron Pictures |
| Hit-Girl & Kick-Ass              | 2010–present              | 2         | co-production with Lionsgate and Marv Films |
| Despicable Me                    | 2010 - 24                 | 4         | co-production with Illumination |
| Ted                              | 2012–15                   | 2         | co-production with Media Rights Capital, Bluegrass Films, and Fuzzy Door Productions |
| The Man with...                  | 2012–15                   | 2         | co-production with Strike Entertainment and Bluegrass Films |
| Pitch Perfect                    | 2012–17                   | 3         | co-production with Gold Circle Films and Brownstone Productions |
| The Purge                        | 2013–present              | 5         | co-production with Blumhouse Productions and Platinum Dunes |
| Ouija                            | 2014–16                   | 2         | co-production with Blumhouse Productions, Hasbro Studios, Genre Films, and Platinum Dunes |
| Neighbors                        | 2014–16                   | 2         | co-production with Point Grey, Relativity Media, and Good Universe |
| Ride Along                       | 2014–16                   | 2         | co-production with Relativity Media and Perfect World Pictures |
| Fifty Shades                     | 2015–18                   | 3         | co-production with Focus Features, Michael De Luca Productions and Trigger Street Productions |
| Minions                          | 2015 - present            | 2         | co-production with Illumination |
| The Secret Life of Pets          | 2016–present              | 2         | co-production with Illumination |
| Sing                             | 2016–present              | 2         | co-production with Illumination |
| Unbreakable                      | 2016–19                   | 2         | co-production with Touchstone Pictures, Blinding Edge Pictures, and Blumhouse Productions |
| Happy Death Day                  | 2017–present              | 2         | co-production with Blumhouse Productions |
| Insidious                        | 2018–present              | 1         | co-production with FilmDistrict, Focus Features, Gramercy Pictures, IM Global, Alliance Films, Stage 6 Films, Entertainment One, and Blumhouse Productions |
| Pacific Rim                      | 2018–present              | 1         | co-production with Legendary Entertainment and Warner Bros. |
| The Addams Family                | 2019–present              | 2         | International distributor; co-production with Metro-Goldwyn-Mayer and Bron Creative |
| Trolls                           | 2020–present              | 1         | co-production with DreamWorks Animation |
| The Boss Baby                    | 2021–present              | 1         | co-production with DreamWorks Animation |
| Shrek                            | 2022–present              | 1         | co-production with DreamWorks Animation |
| Five night at Freddy's           | 2023-present              | 50        | Directed by Emma Tammi, who co-wrote the screenplay with Cawthon and Seth Cuddeback, the film stars Josh Hutcherson with Elizabeth Lail, Piper Rubio, Mary Stuart Masterson, and Matthew Lillard appearing in supporting roles. Hutcherson plays a troubled security guard working in an abandoned family entertainment center, where he discovers the animatronic mascots are possessed by homicidal children. |

### Những phim có doanh thu cao nhất
Universal là hãng phim đầu tiên đã phát hành ba bộ phim tỷ đô trong một năm; sự khác biệt này đã đạt được vào năm 2015 với Furious 7, Jurassic World và Minions.
| #  | Phim                                      | Năm  | Doanh thu    |
| -- | ----------------------------------------- | ---- | ------------ |
| 1  | Jurassic World                            | 2015 | $652,270,625 |
| 2  | Jurassic World: Fallen Kingdom            | 2018 | $417,719,760 |
| 3  | The Secret Life of Pets                   | 2016 | $368,384,330 |
| 4  | Despicable Me 2                           | 2013 | $368,061,265 |
| 5  | E.T. the Extra-Terrestrial                | 1982 | $359,197,037 |
| 6  | Jurassic Park                             | 1993 | $357,067,947 |
| 7  | Furious 7                                 | 2015 | $353,007,020 |
| 8  | Minions                                   | 2015 | $336,045,770 |
| 9  | Jurassic World: Dominion                  | 2022 | $313,458,340 |
| 10 | Meet the Fockers                          | 2004 | $279,261,160 |
| 11 | The Grinch                                | 2018 | $270,620,950 |
| 12 | Sing                                      | 2016 | $270,329,045 |
| 13 | Despicable Me 3                           | 2017 | $264,624,300 |
| 14 | Dr. Seuss' How the Grinch Stole Christmas | 2000 | $260,044,825 |
| 15 | Jaws                                      | 1975 | $260,000,000 |
| 16 | Despicable Me                             | 2010 | $251,513,985 |
| 17 | Bruce Almighty                            | 2003 | $242,829,261 |
| 18 | Fast & Furious 6                          | 2013 | $238,679,850 |
| 19 | The Lost World: Jurassic Park             | 1997 | $229,086,679 |
| 20 | The Bourne Ultimatum                      | 2007 | $227,471,070 |
| 21 | The Fate of the Furious                   | 2017 | $226,008,385 |
| 22 | Ted                                       | 2012 | $218,815,487 |
| 23 | King Kong                                 | 2005 | $218,080,025 |
| 24 | The Lorax                                 | 2012 | $214,030,500 |
| 25 | Back to the Future                        | 1985 | $210,609,762 |

| #  | Phim                                       | Năm  | Doanh thu      |
| -- | ------------------------------------------ | ---- | -------------- |
| 1  | Jurassic World                             | 2015 | $1,670,400,637 |
| 2  | Furious 7                                  | 2015 | $1,516,045,911 |
| 3  | Jurassic World: Fallen Kingdom             | 2018 | $1,308,534,046 |
| 4  | The Fate of the Furious                    | 2017 | $1,238,764,765 |
| 5  | Minions                                    | 2015 | $1,159,398,397 |
| 6  | Despicable Me 3                            | 2017 | $1,034,800,131 |
| 7  | Jurassic Park ‡                            | 1993 | $1,033,928,303 |
| 8  | Despicable Me 2                            | 2013 | $970,761,885   |
| 9  | The Secret Life of Pets                    | 2016 | $875,457,937   |
| 10 | E.T. the Extra-Terrestrial ‡               | 1982 | $792,910,554   |
| 11 | Fast & Furious 6                           | 2013 | $788,679,850   |
| 12 | No Time To Die                             | 2021 | $774,153,007   |
| 13 | Jurassic World: Dominion                   | 2022 | $756,181,345   |
| 14 | F9                                         | 2021 | $726,229,501   |
| 15 | Fast & Furious Presents: Hobbs & Shaw      | 2019 | $721,040,050   |
| 16 | Sing                                       | 2016 | $631,214,341   |
| 17 | Fast Five                                  | 2011 | $626,137,675   |
| 18 | The Lost World: Jurassic Park              | 1997 | $618,638,999   |
| 19 | Mamma Mia!                                 | 2008 | $609,841,637   |
| 20 | Fifty Shades of Grey                       | 2015 | $571,006,128   |
| 21 | King Kong                                  | 2005 | $550,517,357   |
| 22 | Ted                                        | 2012 | $549,368,315   |
| 23 | Despicable Me                              | 2010 | $543,113,985   |
| 24 | How to Train Your Dragon: The Hidden World | 2019 | $517,049,060   |
| 25 | Meet the Fockers                           | 2004 | $516,642,939   |

‡ Bao gồm những lần tái phát hành.